# Tobogan als Jocs Olímpics d'hivern de 2014
Als Jocs Olímpics d'Hivern de 2014, que se celebraren a la ciutat de Sotxi (Rússia), es disputaren dues proves de tobogan, una en categoria masculina i una altra en categoria femenina.
La competició tingué lloc entre els dies 13 i 15 de febrer de 2014 a les instal·lacions esportives de Sanki.

## Comitès participants
Hi participaren un total de 47 corredeors de 17 comitès nacionals diferents.
| - Alemanya (5) - Austràlia (3) - Àustria (3) - Canadà (4) - Corea del Sud (2) |  | - Espanya (1) - Estats Units (5) - Grècia (1) - Irlanda (1) |  | - Itàlia (1) - Japó (3) - Letònia (3) - Nova Zelanda (2) |  | - Regne Unit (4) - Romania (2) - Rússia (6) - Suïssa (1) |

## Calendari
Els temps són UTC+04:00.
| Data         | Hora  | Prova                  |
| ------------ | ----- | ---------------------- |
| 13 de febrer | 11:30 | Mànegues 1 i 2 (dones) |
| 14 de febrer | 16:30 | Mànegues 1 i 2 (homes) |
| 14 de febrer | 16:30 | Mànegues 3 i 4 (dones) |
| 15 de febrer | 18:45 | Mànegues 3 i 4 (homes) |

## Resum de medalles

### Categoria masculina
| Prova           | Or                  | Argent         | Bronze          |
| Tobogan Detalls | Aleksandr Tretiakov | Martins Dukurs | Matthew Antoine |

### Categoria femenina
| Prova           | Or            | Argent            | Bronze         |
| Tobogan Detalls | Lizzy Yarnold | Noelle Pikus-Pace | Elena Nikitina |

## Medaller
| Pos. | País         | Or | Plata | Bronze | Total |
| 1    | Rússia       | 1  | 0     | 1      | 2     |
| 2    | Regne Unit   | 1  | 0     | 0      | 1     |
| 3    | Estats Units | 0  | 1     | 1      | 2     |
| 4    | Letònia      | 0  | 1     | 0      | 1     |
|      | Total        | 2  | 2     | 2      | 6     |